# Ендовино (Воронежская область)
Ендовино — хутор в Россошанском районе Воронежской области.
Входит в состав Шекаловского сельского поселения.

## Население
| 2010 |
| ---- |
| 21   |

## Улицы
На хуторе имеется одна улица — Лесная.